# Autophonos
Autophonos (altgriechisch Αὐτόφονος Autóphonos) ist eine Person der griechischen Mythologie.
Er erscheint in der Ilias in einer Binnenerzählung des Agamemnon, in der dieser von Thronstreitigkeiten in Theben berichtet. Autophonos wird hier als Vater des Polyphontes genannt, der Polyneikes im Kampf gegen dessen Bruder Tydeus unterstützt.